# Котоку-ин

Котоку-ин (яп. 高徳院 ) — буддийский храм школы дзёдо в городе Камакура в префектуре Канагава, Япония.
Храм известен своим «Большим Буддой» (大仏, "даибуцу"), монументальной открытой бронзовой статуей Будды Амитабха, которая является одним из самых известных символов Японии.
Бронзовая статуя, вероятно, датируется 1252 годом, то есть периодом Камакура, в соответствии с храмовыми записями. Этому предшествовала гигантская деревянная статуя Будды, которая была завершена в 1243 году после десяти лет непрерывного труда, средства поступали от княгини Инаны (Инана-но-Цубонэ) и буддийского монаха Дзёко из Тотоми. Эта деревянная статуя была разрушена бурей в 1248 году, и зал, в котором она находилась, был также разрушен, так что Дзёко предложил сделать другую статую из бронзы; также огромное количество денег, необходимых для этого и для нового зала, было вложено в проект. Бронзовая статуя, вероятно, была сделана Ооно Гороэмоном или Тандзи Хисатомо, ведущими японскими скульпторами из бронзы того времени. В определённый период времени статуя была позолоченной. До сих пор ещё имеются следы позолоты возле ушей статуи. Неясно, однако, является ли статуя, созданная в 1252 году, той же статуей, что доступна сейчас.
Зал был разрушен бурей в 1334 году, был восстановлен, после чего был повреждён ещё одной бурей в 1369 году и был восстановлен ещё раз. Последнее здание, вмещавшее статую, было смыто цунами 20 сентября 1498 года во время периода Муромати. С тех пор Большой Будда стоит на открытом воздухе.
Статуя примерно 13,35 метра высотой, включая основание, и весит около 93 тонн. Статуя является полой, и посетители могут осмотреть её внутреннее пространство. Многие посетители на протяжении многих лет оставляли надписи на внутренней стороне статуи. В своё время у подножия статуи располагались тридцать два бронзовых лепестка лотоса, но на сегодняшний день сохранились всего четыре, и все они находятся не на первоначальном месте.
Великое землетрясение Канто 1923 года уничтожило основание, на котором сидит статуя, но оно было отреставрировано в 1925 году. Ремонт памятника был проведён в 1960-1961 годах, когда была укреплена шея, а также приняты меры, чтобы защитить статую от землетрясений.